# George Eliot
Mary Ann (Marian) Evansová (22. listopadu 1819 Warwickshire – 22. prosince 1880 Londýn), v literatuře známá pod pseudonymem George Eliot (česky často jako George Eliotová), byla anglická spisovatelka, novinářka a překladatelka, jedna z nejvýznamnějších autorek viktoriánského období. Ve své době pobouřila veřejnost otevřeným soužitím se ženatým spisovatelem a Goethovým životopiscem Georgem Henry Lewesem. První její prací byly překlady německých filozofů Davida Strausse a Ludwiga Feuerbacha, o kterých se tenkrát velmi diskutovalo.
Evansová procestovala velkou část Evropy. V roce 1851 přijala místo kritičky v londýnských novinách Westmister Review. Lewes podporoval její literární tvorbu a přesvědčil ji, aby se pokusila psát beletrii. Její první román obdivoval i Charles Dickens. Tušil, že autorem tohoto románu je žena. Její romány se vyznačují hlubokou prokresleností postav a co do příběhů jsou velmi komplexní a realistické. Mezi její nejvýznamnější a také nejznámější díla patří obsáhlý román Middlemarch.
Tvrdila, že používá jako pseudonym mužské jméno, aby si zajistila, že její díla budou brána vážně. Nechtěla být vnímána jen jako autorka jednoduchých romantických příběhů, se kterými by byla spojována, jak se domnívala, kdyby publikovala pod svým vlastním ženským jménem. Dalším důvodem mohla být také snaha zabránit nežádoucí publicitě a ochránit si své soukromí.

## Život

### Dětství a mládí
Mary Anne Evansová se narodila jako třetí dítě do rodiny farmáře a správce Roberta Evanse a jeho ženy Christiany v anglickém hrabství Warwickshire. Už od útlého mládí se Mary Anne projevovala jako mimořádně bystré dítě a horlivě četla. Oč více byla obdařena intelektem, o to méně se jí dostávalo fyzické krásy a vyhlídky na případný sňatek se ztenčovaly. Snad proto její otec investoval do vzdělání, které bylo pro tehdejší dívky často nedostupné. Robert Evans jako správce pozemku místního šlechtického sídla Arbury Hall své dceři zajistil přístup do tamní knihovny, kde se mohla dále sebevzdělávat a rozšiřovat své znalosti. Klasické vzdělání zanechalo v jejích dílech významnou stopu – v jejích románech a výběru témat se odráží vliv staré řecké literatury a řecké tragédie. Při častých návštěvách tohoto panského sídla Evansové nemohl uniknout ostrý kontrast mezi přepychem, ve kterém žila místní aristokracie, a životy chudých lidí na panství. Později se tento motiv opakovaně objevuje v celém jejím díle.
Když bylo Evansové šestnáct let, zemřela jí matka. Za dalších pět let se její bratr Isaac oženil, založil rodinu a Mary Anne musela odejít z domu a přestěhovala se spolu s otcem do města Foleshill blízko Coventry. Zde se setkala s osobnostmi, které ovlivnily její životní postoje a názory a posléze i literární tvorbu. V domě bohatého továrníka a filantropa Charlese Braye se setkala s lidmi, jako byl sociální reformátor Robert Owen, filozof Herbert Spencer, socioložka Harriet Martineauová nebo americký esejista Ralph Waldo Emerson. V této společnosti se seznámila s liberálními náboženskými postoji, které prosazovali filozofové David Strauss a Ludwig Feuerbach, již oba zpochybňovali stávající křesťanské učení. Jejím prvním velkým literárním dílem byl právě překlad Straussovy knihy Život Ježíšův (něm. Das Leben Jesu). Evansová začala mít pochyby o své vlastní víře, za což jí otec vyhrožoval, že ji vypudí z domu, nikdy to však neudělal. Po několik dalších let chodila poslušně do kostela a starala se o otce až do jeho smrti v roce 1849. Pět dní po pohřbu odjela s manžely Brayovými do Švýcarska, kde pobývala v Ženevě a přitom se věnovala četbě a procházkám přírodou, které pro ni znamenaly velkou inspiraci.

### Vztah s Lewesem a začátky v novinách
V roce 1850 se vrátila do Londýna a o rok později se stala pomocnou editorkou levicového propagandistického časopisu Westminster Review. Hlavním editorem a majitelem časopisu byl John Chapman, který v roce 1846 vydal autorčin již zmíněný překlad. Ač byla Evansová pouze pomocná editorka, ve skutečnosti dělala většinu práce ona – zajišťovala chod redakce a přispívala svými kritikami a eseji. V témže roce se seznámila s filozofem a kritikem Georgem Henry Lewesem a tři roky na to spolu začali žít. Jejich vztah nebyl bez problémů, Lewes byl totiž ženatý a měl se svou ženou tři děti. S manželkou se však nikdy nerozvedli a oboustranně se dohodli na otevřeném vztahu.
Spolu s Lewesem odjela na studijní cestu do Výmaru a Berlína. Evansová se nadále zajímala o teologii a pracovala na překladu Feuerbachova díla Podstata křesťanství (Das Wesen des Christentums) a „Etiky“ nizozemského filozofa Barucha Spinozy. Pobyt v Německu brali oba milenci jako své líbánky, spisovatelka užívala jméno Marian Evans Lewes a mluvila o Lewesovi jako o svém manželovi. Na jejich vztahu se obecně považovalo za nejskandálnější to, že ho nijak neskrývali a hlásili se k němu i na veřejnosti.

### Literární dráha

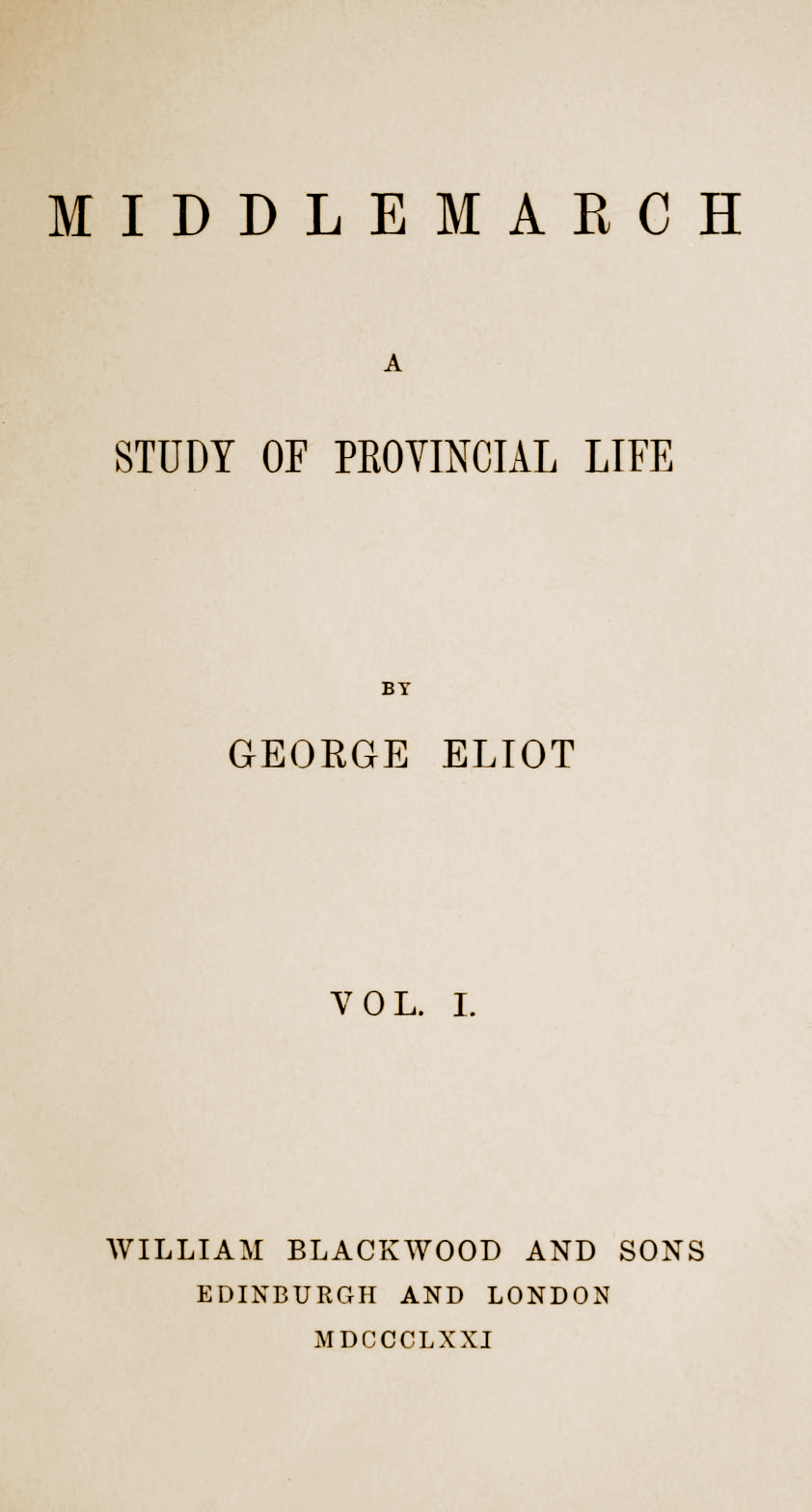
Middlemarch, titulní list prvního vydání

Evansová se ještě jako editorka ve Westminster Review rozhodla nastoupit na dráhu spisovatelky. V jednom ze svých posledních esejů pro Review stanovila sama sobě směr, jímž se její literární tvorba bude ubírat, a kritizovala tehdejší autorky za prvoplánové a povrchní zápletky jejich románů (Silly Novels by Lady Novelists, 1856). Ve svých literárních kritikách obdivovala realismus soudobé evropské prózy a všechna její následující díla jsou napsána v realistickém duchu. Začala používat nový pseudonym, pod kterým se také nejvíce proslavila: George Eliot. Mužské jméno použila částečně proto, aby se distancovala od prostoduchých románů většiny tehdejších spisovatelek, a také jím diskrétně zamaskovala aféru ohledně legitimity vztahu s Lewesem.
V roce 1858, když bylo Evansové třicet devět let, vyšla v časopise Blackwood's její povídka Zlý osud reverenda Amose Burtona (Amos Burton), první z cyklu tří povídek Scenes of Clerical Life. Všechny tři povídky zaznamenaly velký ohlas. Její první velký román Adam Bede byl už od svého vydání v roce 1859 bestsellerem, což ovšem vzbudilo mimořádný zájem o to dozvědět se něco bližšího také o jeho autorovi. Autorství bylo nejčastěji přisuzováno nějakému venkovskému faráři či snad jeho ženě. S úspěchem románu Adam Bede spekulace ještě vzrostly, dokonce se objevili i tací, kteří se s vidinou jednoduše získané slávy k autorství sami přihlásili. Nakonec Evansová přece jen vystoupila z anonymity. Odhalení detailů z osobního života pravého George Eliota překvapilo a šokovalo nejednoho obdivovatele jejích románů, ale její popularita jako spisovatelky tím očividně nijak neutrpěla. Rukopis svého dalšího románu The Mill on the Floss věnovala Lewesovi k šestému výročí jejich společného života (1860). Její poslední román Daniel Deronda vyšel v roce 1876.

### Smrt a památka na její dílo

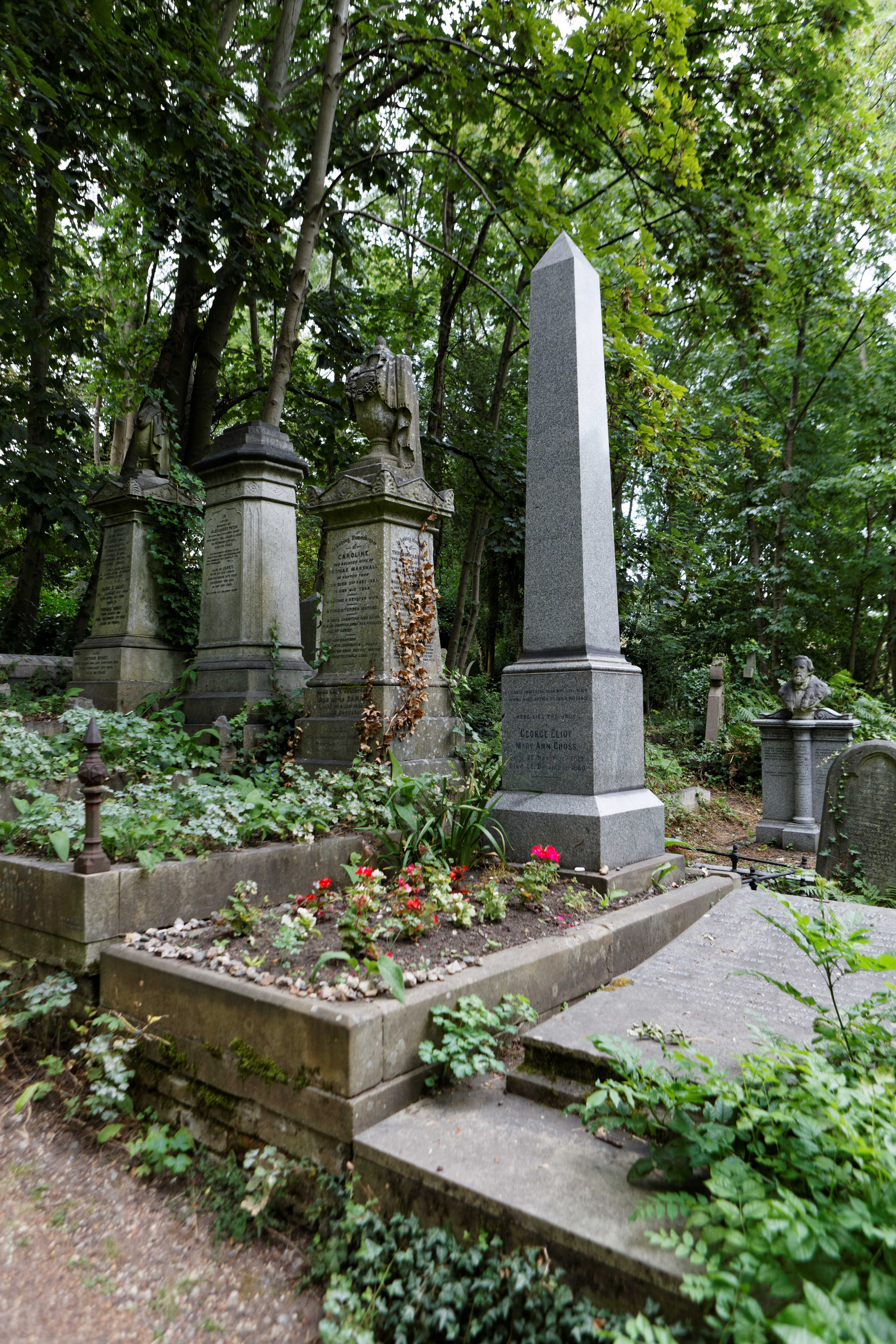
Spisovatelčin hrob

O dva roky později Lewes zemřel a Evansová se věnovala úpravám jeho posledního díla. Útěchu našla až v náruči Johna Waltera Crosse, za něhož se v roce 1880 provdala, a postarala se o další skandál spojený s jejím jménem – vzala si muže o dvacet let mladšího. S novým manželem se přestěhovala do Londýna, ale dlouhodobé problémy s ledvinami spojené s náhlou infekcí vedly k zhoršení jejího zdravotního stavu a 22. listopadu téhož roku ve svých 61 letech zemřela. Evansová, na rozdíl od mnoha jiných britských spisovatelů, není pohřbena ve Westminsterském opatství, protože odmítala křesťanskou víru a žila v nelegitimním svazku. Její hrob se nachází na hřbitově Highgate Cemetery v Londýně na místě vyhrazeném pro odpůrce náboženství a agnostiky. Při příležitosti stého výročí její smrti byl v roce 1980 odhalen památný kámen v Poet's Corner ve Westminsterském opatství.

## Literární dílo a přínos
Evansová byla při psaní vždy politicky velmi prozíravá. Hrdinové románů Adam Bede, The Mill on the Floss a Silas Marner jsou lidé na okraji společnosti a pro ty není život na malém městě nikterak lehký. Román Felix Holt, the Radical je dokonce otevřeně politický. Middlemarch vypráví příběhy několika starousedlíků v jednom anglickém městečku v předvečer uzákonění volební reformy roku 1832, kdy malá města mají ztratit svá zastoupení v parlamentu ve prospěch velkých. V tomto románu autorka vhlíží hluboko do nitra jednotlivých postav a představuje jejich charakter v celé jeho komplexnosti, vše v duchu realistické filozofie, kterou obdivovala již ve své kritice Johna Ruskina ve Westminster Review z roku 1856.
Čtenáři ve viktoriánské době na jejích knihách oceňovali především její vylíčení života na venkově, při němž Evansová hojně čerpala ze svého mládí. Stejně jako anglický básník William Wordsworth přikládala velkou důležitost všedním detailům každodenního života obyčejných lidí na venkově. Široké rozpětí jejích zájmů dokazuje historický román Romola, jehož děj se odehrává v renesanční Florencii. Autorka v něm popisuje životy několika skutečných, nikoli fiktivních postav jako např. kněz Girolamo Savonarola. Její tvorbou se prolínají také prvky náboženství a víry – hlavní hrdinka románu The Mill on the Floss, mladičká a nadaná Maggie Tulliverová, zmítající se mezi několika láskami, má mnoho společného se spisovatelčiným mládím. Když Silas Marner zjistí, že odcizení se církvi znamená zároveň odcizení se společnosti, vystupuje zde jasně paralela s autorčiným vlastním zřeknutím se víry. Daniel Deronda, jediná kniha, jejíž děj zasadila do soudobé viktoriánské Anglie, již takový komerční úspěch nepřinesla a zájem veřejnosti do určité míry upadl. Ve 20. století však její tvorbu znovu vyzdvihla na výsluní nová generace kritiků, především Virginia Woolfová, která nazvala Middlemarch „jedním z mála anglických románů napsaných pro dospělé“. Televizní a filmové adaptace jejích románů dnes oslovují široký okruh čtenářů a diváků.

## Výběrová bibliografie
- Scenes of Clerical Life (1857, Výjevy z duchovenského života), soubor povídek.
- Adam Bede (1859), román, do češtiny přeložil pod stejnojmenným názvem Zdeněk Franta (1904)
- The Lifted Veil (1859), novela, česky jako Zdvižený závoj roku 2002.
- The Mill on the Floss (1860), román. do češtiny přeložil pod názvem Červený mlýn Václav Patejdl (1892)
- Silas Marner (1861),román. do češtiny přeložily pod názvem Silas Marner: tkadlec z Raveloe Marie Jesenská (1894) a Kateřina Hilská (1989) a pod názvem Silas Marner: Tkadlec raveloský Emanuela a Emanuel Tilschovi (1955)
- Romola (1863), Romola: román z doby renesanční přeložil Zdeněk Franta (1915). Dostupné online
- Brother Jacob (1864, Bratr Jacob), román, česky jako Osud je černý jezdec (2010)
- Felix Holt, the Radical (1866), román.
- Middlemarch (1871–1872), román, do češtiny přeložila pod týmž názvem Zuzana Šťastná (2006)
- Daniel Deronda (1876), román.

## Česká vydání
- Červený mlýn, Praha: Jaroslav Pospíšil 1892, přeložil V. Patejdl.
- Slias Marner, tkadlec z Raveloe, Praha: Jan Otto 1894, přeložila Milena Jesenská.
- Adam Bede, Praha: Jan Otto 1903-1904, přeložil Zdeněk Franta.
- Romola, Praha: Jan Laichter 1914-1915, přeložil Zdeněk Franta.
- Milostný příběh faráře Gilfila, Praha: V. Horák a spol. 1931, přeložila Božena Šimková, jde o povídku z Výjevů z duchovenského života, vyšlo pod jménem George Eliotová.
- Silas Marner: tkadlec raveloský, Praha: Mladá fronta 1955, přeložili Emanuela a Emanuel Tilschovi, vyšlo pod jménem George Eliotová.
- Silas Marner: tkadlec z Raveloe. Praha: Svoboda 1989, přeložila Kateřina Hilská, vyšlo pod jménem George Eliotová.
- Zdvižený závoj, Praha: Argo 2002, přeložila Stanislava Pošustová, vyšlo pod jménem George Eliotová v rámci souboru povídek Tichým krokem kráčí strach.
- Middlemarch, Praha: Romeo 2006, přeložila Zuzana Šťastná.
- Osud je černý jezdec, Řitka: Čas 2010, přeložila Kristýna Julinová, vyšlo pod jménem George Eliotová.